# Deportivo La Guaira
Maillots
Actualités
Le Deportivo La Guaira est un club vénézuélien de football club promu en première division vénézuélienne en 2009, basé à La Guaira mais joue ses matchs à Caracas. Il a porté jusqu'en 2013 le nom de Real Esppor Club.

## Histoire
Le 21 juillet 2008, est fondé le Real Esppor Club qui débute en deuxième division. En 2009, le club termine à la deuxième place et est promu en première division dès sa première saison.
Pour sa première saison 2009-2010 en première division le club termine deuxième du tournoi d'ouverture à égalité de points mais avec une moins bonne différence but ce qui l'empêche de disputer la finale du championnat. Néanmoins dans le classement cumulé le club garde sa deuxième place et joue les play-offs pour participer à la Copa Libertadores mais échouera également pour se qualifier pour la Copa Sudamericana.
En 2013, le club déménage à La Guaira, le 26 juin 2013 le club est renommé Deportivo La Guaira.
En 2014 et 2015, le club remporte la Copa Venezuela. En 2020, La Guaira remporte son premier titre de champion du Venezuela.

## Palmarès
- Championnat du Venezuela : (1)
  - Champion : 2020
- Coupe du Venezuela : (3)
  - Vainqueur : 2014, 2015 et 2024